# Endoxyla opposita
Endoxyla opposita is een vlinder uit de familie van de Houtboorders (Cossidae). Deze soort is voor het eerst wetenschappelijk beschreven als Zeuzera opposita door Francis Walker in een publicatie uit 1865.
De soort komt voor in Australië.